# Wahlkreisgesetz
Das Wahlkreisgesetz legte in Nordrhein-Westfalen die Benennung und gegenseitige Abgrenzung der Wahlkreise für die Landtagswahlen fest. Damit führte es die in § 13 Landeswahlgesetz (LWahlG) fixierten Bestimmungen aus. 2016 wurde das Wahlkreisgesetz als Anlage in das NRW-Landeswahlgesetz integriert. 
Die aktuelle Anzahl der Wahlkreise beläuft sich gemäß §13 Abs. 1 LWahlG und § 1 Abs. 1 WahlKrG auf 128.
Um ein ausgewogenes Verhältnis zwischen der räumlichen Größe der Wahlkreise und den Bevölkerungszahlen in den Wahlkreisen zu gewährleisten, erstattet das Innenministerium dem 
Landtag einen turnusmäßigen Bericht über entsprechend gebotene Änderungen (§ 2 WahlKrG).